# ویجفرن لندن
وَیفهیرِن لاندِن (به هلندی: Vijfheerenlanden) به معنی سرزمینهای پنج لرد، یک منطقهٔ مسکونی در هلند است که در استان اوترخت واقع شده‌است. ویجفرن لندن ۱ متر بالاتر از سطح دریا واقع شده‌است.